# Сан-Мікеле-Салентино
Сан-Мікеле-Салентино (італ. San Michele Salentino, сиц. Sammichel) — муніципалітет в Італії, у регіоні Апулія,  провінція Бриндізі.
Сан-Мікеле-Салентино розташований на відстані близько 460 км на схід від Рима, 85 км на південний схід від Барі, 26 км на захід від Бриндізі.
Населення — 6382 особи (2014).
Щорічний фестиваль відбувається 29 вересня, ma la "Festa Grande " si svolge solitamente tra l'ultima settimana di липня e i primi giorni di серпня. Покровитель — святий Архангел Михаїл.

## Демографія
Населення за роками:

Станом на 1 січня 2023 року в муніципалітеті офіційно проживали 323 іноземці з 24 країн, серед них 78 громадян країн Євросоюзу та 2 громадяни України.

## Сусідні муніципалітети
- Чельє-Мессапіка
- Франкавілла-Фонтана
- Латіано
- Остуні
- Сан-Віто-деі-Норманні